# 조승형
조승형(趙昇衡, 1934년 9월 26일~)은 대한민국의 검사 출신 법조인이다. 헌법재판소 재판관, 제13대 국회의원을 지냈다.

## 생애
전라남도 승주에서 태어났다. 목포고등학교, 서울대학교를 졸업했다. 1957년 사법고시 합격. 1974년 전주지검 남원지청장. 1988년 제13대 국회의원. 1994년부터 1999년까지 헌법재판소 재판관을 지냈다. 

## 역대 선거 결과
| 실시년도 | 선거  | 대수 | 직책     | 선거구 | 정당       | 득표수      | 득표율         | 순위        | 당락 | 비고 |
| -------- | ----- | ---- | -------- | ------ | ---------- | ----------- | -------------- | ----------- | ---- | ---- |
| 1988년   | 총선  | 13대 | 국회의원 | 전국구 | 평화민주당 | 3,783,279표 | \| \| 19.3% \| | 전국구 14번 |      | 초선 |
|          | 19.3% |      |          |        |            |             |                |             |      |      |